# Владимир Янчев
Владимир Радославов Янчев е български режисьор и сценарист. Завършва кинорежисура в Руския национален институт за кинорежисура (ВГИК), Москва. След това работи в Студията за игрални филми „Бояна“, членува и в Съюза на българските филмови дейци (СБФД). Удостоен е със званието „заслужил артист“ през 1979 г.

## Награди
- Орден „Кирил и Методий“ – I степен.

## Филмография
Като режисьор
- Топло (1978)
- Последният ерген (1974)
- Откраднатият влак (1971)
- Първият куриер (1968)
- Старинната монета (1965)
- Невероятна история (1964)
- Бъди щастлива, Ани! (1961)
- Любимец 13 (1958)

Като сценарист
- Топло (1978)
- Последният ерген (1974)
- Откраднатият влак (1971)
- Любимец 13 (1958)